# Katy Mixon
Katy Mixon (ur. 30 marca 1981 w Pensacola w stanie Floryda, USA) − amerykańska aktorka. Najbardziej znana z roli April Buchanon w serialu komediowym HBO Mogło być gorzej.
Victoria Flynn z serialu "Mike i Molly"

## Życiorys
Katy Mixon urodziła się w Pensacola w stanie Floryda i uczęszczała do szkoły Carnegie Mellon University. Żyje wraz z Bobbym Deenem, gwiazdą Food Network.
Przed przeprowadzką w 2003 roku do Los Angeles, występowała na Utah Shakespearean Festival. Obecnie występuje w serialu CBS Mike i Molly.

## Filmografia
- 2005: W ciszy (The Quiet) jako Michelle Fell
- 2006: Zombie Prom jako Coco
- 2007: Reinventing the Wheelers jako Caroline Honeybake
- 2008: Small Town News jako pani Sebastian
- 2008: Kłopoty z Amandą (Finding Amanda) jako dziewczyna #1
- 2008: Na imię mi Earl (My Name Is Earl) jako Sheila
- 2008  Cztery Gwiazdki (Four Christmases) jako Susan
- 2009: Informers (The Informers) jako Patty
- 2009: Mogło być gorzej (Eastbound & Down) jako April Buchanon
- 2009: Stan gry (State of Play) jako Rhonda Silver
- 2009: Wszystko o Stevenie (All About Steve) jako Elizabeth
- 2010: Dwóch i pół (Two and a Half Men) jako Betsy
- 2010−2016: Mike i Molly (Mike & Molly) jako Victoria Flynn
- 2011: Piekielna zemsta (Drive Angry) jako Norma Jean
- 2011: Wilfred jako Angelique
- 2011: Take Shelter jako Nat